# Lake Mills (Wisconsin)
Lake Mills ist eine Stadt (mit dem Status „City“) im Jefferson County im US-amerikanischen Bundesstaat Wisconsin. Im Jahr 2010 hatte Lake Mills 5708 Einwohner.

## Geografie
Lake Mills liegt im mittleren Südosten Wisconsins am Ostufer des Rock Lake. 
Die geografischen Koordinaten von Lake Mills sind 43°04′53″ nördlicher Breite und 88°54′42″ westlicher Länge. Das Stadtgebiet erstreckt sich über eine Fläche von 11,50 km², die sich  auf 10,52 km² Land- und 0,98 km² Wasserfläche verteilen. Die Stadt Lake Mills ist im Norden, Westen und Süden von der Town of Lake Mills sowie im Osten von der Town of Aztalan umgeben, ohne einer davon anzugehören.
Nachbarorte von Lake Mills sind Milford (6,1 km ostnordöstlich), Aztalan (4,2 km östlich), Johnson Creek (11,5 km in der gleichen Richtung), Jefferson (14 km südöstlich), Fort Atkinson (19,6 km südsüdöstlich), Lake Koshkonong (25,5 km südlich), Cambridge (15,6 km südwestlich), Deerfield (18,6 km westsüdwestlich), Marshall (18,7 km nordwestlich) und Waterloo (16,2 km in der gleichen Richtung).
Die nächstgelegenen größeren Städte sind Green Bay am Michigansee (204 km nordnordöstlich), Wisconsins größte Stadt Milwaukee (85,6 km östlich), Chicago in Illinois (200 km südsüdöstlich), Rockford in Illinois (104 km südsüdwestlich) und Wisconsins Hauptstadt Madison (44 km westlich).

## Verkehr
Die Interstate 94 bildet auf ihrem Weg von Madison nach Milwaukee die nördliche Umgehungsstraße von Lake Mills. In der Stadtmitte kreuzen der Wisconsin State Highway 89 und die County Highways A, B, G und V. Alle weiteren Straßen sind untergeordnete Landstraßen, teils unbefestigte Fahrwege sowie innerörtliche Verbindungsstraßen.
Durch den Süden des Stadtgebiets führt mit dem 1986 auf der Trasse einer früheren Eisenbahnstrecke der North Western eröffneten Glacial Drumlin State Trail ein Rail Trail für Wanderer und Radfahrer an der Stadt vorbei. Im Winter kann der Wanderweg auch mit Schneemobilen befahren werden.
Mit dem Fort Atkinson Municipal Airport befindet sich 18,7 km südsüdöstlich von Lake Mills ein kleiner Flugplatz. Die nächsten Verkehrsflughäfen sind der Dane County Regional Airport in Madison (41,8 km westlich) und der Milwaukee Mitchell International Airport in Milwaukee (95,3 km östlich).

## Bevölkerung
Nach der Volkszählung im Jahr 2010 lebten in Lake Mills 5708 Menschen in 2319 Haushalten. Die Bevölkerungsdichte betrug 542,6 Einwohner pro Quadratkilometer. In den 2319 Haushalten lebten statistisch je 2,42 Personen. 
Ethnisch betrachtet setzte sich die Bevölkerung zusammen aus 96,1 Prozent Weißen, 0,7 Prozent Afroamerikanern, 0,2 Prozent amerikanischen Ureinwohnern, 0,5 Prozent Asiaten sowie 1,2 Prozent aus anderen ethnischen Gruppen; 1,3 Prozent stammten von zwei oder mehr Ethnien ab. Unabhängig von der ethnischen Zugehörigkeit waren 3,8 Prozent der Bevölkerung spanischer oder lateinamerikanischer Abstammung. 
24,9 Prozent der Bevölkerung waren unter 18 Jahre alt, 61,6 Prozent waren zwischen 18 und 64 und 13,5 Prozent waren 65 Jahre oder älter. 51,2 Prozent der Bevölkerung war weiblich.
Das mittlere jährliche Einkommen eines Haushalts lag bei 51.691 USD. Das Pro-Kopf-Einkommen betrug 27.787 USD. 7,9 Prozent der Einwohner lebten unterhalb der Armutsgrenze.